# Тарабарин, Алексей Львович
Алексей Львович Тарабарин (род. 15 февраля 1978, Ярославль) — российский борец греко-римского стиля. Двукратный обладатель Кубков мира в команде. Чемпион России. Заслуженный мастер спорта России.

## Карьера
В августе 2001 года в Москве, уступив в финале Алексею Колесникову, стал серебряным призёром Гран-при Ивана Поддубного. В январе 2002 года в Ульяновске, одолев в финале Сергея Артюхина, стал чемпионом России.

## Спортивные результаты
- Чемпионат Европы по борьбе среди юниоров 1995 — ;
- Чемпионат Европы по борьбе среди юниоров 1996 — ;
- Чемпионат мира по греко-римской борьбе среди юниоров 1996 — ;
- Vantaa Painicup 1996 — ;
- Чемпионат Европы по борьбе среди юниоров 1997 — ;
- Чемпионат мира по греко-римской борьбе среди юниоров 1997 — ;
- Чемпионат мира по греко-римской борьбе среди юниоров 1998 — ;
- Кубок мира по греко-римской борьбе 2001 (команда) — ;
- Кубок мира по греко-римской борьбе 2001 — ;
- Чемпионат России по греко-римской борьбе 2002 — ;
- Кубок мира по греко-римской борьбе 2003 (команда) — ;
- Кубок мира по греко-римской борьбе 2003 — 4;

## Личная жизнь
В 1997 году окончил Ярославский строительный техникум. В 2001 году окончил Ярославский государственный педагогический университет имени К. Д. Ушинского.
Сын Михаил (2005 г. рожд.).